# Furia triangularis
Furia triangularis är en svampart som först beskrevs av Villac. & Wilding, och fick sitt nu gällande namn av Z.Z. Li, M.Z. Fan & B. Huang 1998. Furia triangularis ingår i släktet Furia och familjen Entomophthoraceae.   Inga underarter finns listade i Catalogue of Life.